# Koziebrody (gromada)
Koziebrody – dawna gromada, czyli najmniejsza jednostka podziału terytorialnego Polskiej Rzeczypospolitej Ludowej w latach 1954–1972.
Gromady, z gromadzkimi radami narodowymi (GRN) jako organami władzy najniższego stopnia na wsi, funkcjonowały od reformy reorganizującej administrację wiejską przeprowadzonej jesienią 1954 do momentu ich zniesienia z dniem 1 stycznia 1973, tym samym wypierając organizację gminną w latach 1954–1972.
Gromadę Koziebrody z siedzibą GRN w Koziebrodach utworzono – jako jedną z 8759 gromad na obszarze Polski – w powiecie sierpeckim w woj. warszawskim, na mocy uchwały nr VI/10/19/54 WRN w Warszawie z dnia 5 października 1954. W skład jednostki weszły obszary dotychczasowych gromad Bielany, Budy Koziebrodzkie, Budy Milewskie, Budy Osieckie Nowe, Budy Osieckie Stare, Druchowo-Niedróż, Koziebrody, Malewo, Maławieś, Milewo, Osiek Parcele, Osiek Piaseczny, Osiek Wielki i Osiek-Włostybory ze zniesionej gminy Koziebrody oraz obszar dotychczasowej gromady Niedróż Stary ze zniesionej gminy Raciąż w tymże powiecie. Dla gromady ustalono 27 członków gromadzkiej rady narodowej.
1 stycznia 1959 do gromady Koziebrody przyłączono wieś Milewko ze znoszonej gromady Dobrosielice w powiecie płockim.
31 grudnia 1961 do gromady Koziebrody włączono wieś Budy Piaseczne ze zniesionej gromady Kosemin w tymże powiecie.
Gromada przetrwała do końca 1972 roku, czyli do kolejnej reformy gminnej.